# ARP 2600
Le ARP 2600 est un synthétiseur semi-modulaire monophonique commercialisé entre 1971 et 1981 par la société américaine ARP.
Version portable du ARP 2500, un synthétiseur modulaire de recherche, le 2600 se distingue par la possibilité de router les différents modules électroniques grâce à des cordons jack. L'utilisateur peut toutefois s'en servir sans avoir à relier les éléments.
Trois versions se succédèrent pendant les dix années de production. De nombreuses modifications ont été apportées. Tout d'abord, à la suite d'un contentieux avec Moog, ARP a dû modifier son module de filtrage. Le filtre d'origine a été considéré par le bureau des brevets comme une copie du célèbre filtre Moog. Il se caractérise par un son à la fois rond et puissant, avec une résonance audible jusque dans le haut du spectre. Les versions suivantes ont un son moins large, avec moins de présence dans les basses et surtout une résonance qui s'efface dans les hautes fréquences. Le clavier, quant à lui, a été amélioré dans les dernières versions et est devenu duophonique.

## Caractéristiques techniques
- Oscillateurs : 3 VCO
- Filtre : passe-bas 24 dB/octave résonnant (plusieurs générations)
- VCA : avec ADSR ou AR
- Effet intégré : réverbération à ressort
- Clavier à 49 touches (plusieurs possibles)

## Quelques artistes ayant fait usage du ARP 2600
0-9
- 808 State

A
- Patrick Adams
- Ellen Allien
- Emilie Autumn

B
- Peter Baumann (Tangerine Dream)
- Peter Banks (Flash (en) )
- Tony Banks (Genesis)
- Kevin Barnes (Of Montreal)
- Tim Blake (Gong), (Clear Light Orchestra)
- Paul Bley
- Michael Boddicker
- Beastie Boys
- Jean-Jacques Birgé
- David Bowie
- Arthur Brown
- Richard Burgess
- Ben Burtt voix de R2-D2 dans Star Wars

C
- The Chemical Brothers
- Todd Tamanend Clark
- Vince Clarke
- Commodores
- Steve Cunningham
- Mike Cotten  The Tubes

D
- Jack Dangers, (Meat Beat Manifesto)
- Paul Davis
- Depeche Mode
- George Duke
- Mickie D

E
- Elemental
- Brian Eno
- John Entwistle (The Who)

F
- Larry Fast (Synergy) Peter Gabriel
- Filthy Dukes
- Flood (producteur)

G
- Vincent Gallo
- Gaudi
- Michel Geiss
- Fred Giannelli
- Miquette Giraudy (Gong), (Steve Hillage), (System 7)
- Jonny Greenwood (Radiohead)
- Patrick Gleeson (en)
- Roger Glover (Deep Purple)
- Maurizio Guarini

H
- Jean Ven Robert Hal
- Herbie Hancock
- David Hentschel pour Elton John sur Funeral for a friend
- Steve Hillage
- John Hollis
- Marc Houle
- Garth Hudson

J
- The Jackson Five
- Bob James
- Jean-Michel Jarre
- Joy Division
- Junkie XL sur la B. O. Deadpool

K 
- Brian Kehew & Roger Joseph Manning, Jr. (The Moog Cookbook)
- Praga Khan (Lords of Acid)
- Kool and the Gang
- Kraftwerk

L 
- Steve Levine
- Lightwave

M
- John McEntire (Tortoise)
- Tony McPhee
- John Medeski
- Metro LA
- Steve Miller
- Muse

N
- nejet nok
- Nine Inch Nails
- Nitzer Ebb

O
- Mike Oldfield
- Orbital
- Bobby Orlando
- Jim O'Rourke
- Adam Young (Owl City)

P
- Craig Padilla
- Owen Pallett
- Public Image Limited
- Steve Porcaro
- Roger Powell

R
- Éliane Radigue
- Steve Roach
- Merrilee Rush
- Rhythm Plate

S
- Phil Sawyer
- Klaus Schulze
- The Shamen
- Shpongle
- Skinny Puppy
- Soulwax
- Cat Stevens

T
- Richard Tandy (Electric Light Orchestra)
- Tangerine Dream
- Todd Terje
- Thighpaulsandra
- Isao Tomita
- Pete Townshend (The Who)
- Kai Tracid
- BT

U
- U2 sur l'album Pop
- Ian Underwood pour Frank Zappa
- Adrian Utley (Portishead)
- Ultravox
- Underworld

V
- Patrick Vian
- VNV Nation

W
- Waveshaper
- Vince Welnick (The Tubes)
- Wilco "Spiders (Kidsmoke)"
- Alan Wilder (Depeche Mode)
- Edgar Winter
- Stevie Wonder

Z
- Frank Zappa
- Allan Zavod
- Joe Zawinul de Weather Report
- Zim Zum (Marilyn Manson)